# Hannah Cain
Pour les articles homonymes, voir Cain (homonymie).
Hannah Cain, née le 11 février 1999 à Arksey dans la cité de Doncaster, est une footballeuse internationale galloise, qui joue au poste d'attaquante à Leicester City.

## Biographie

### En club
Hannah Cain joue dans sa jeunesse à Sheffield United, avant de rejoindre le Sheffield FC avec qui elle joue en deuxième division. Après la rétrogradation administrative du Sheffield FC pour des raisons financières, elle signe son premier contrat professionnel avec l'Everton FC le 25 juillet 2018.
En 2020, elle rejoint Leicester City. Le 4 novembre 2021, elle se rompt le ligament croisé antérieur lors d'un match amical. Après avoir manqué la quasi-intégralité de l'année 2022, elle fait son retour sur les terrains le 3 décembre 2022 face au Chelsea FC en championnat, en rentrant en jeu à un quart d'heure du terme de la rencontre.
En juillet 2023, Cain prolonge son contrat avec Leicester City jusqu'en 2025.
En novembre 2023, au cours d'un entraînement avec la sélection galloise, elle se rompt le ligament croisé antérieur de l'autre genou, avec en plus une rupture du ménisque et une fracture du fémur.

### En sélection
Hannah Cain est internationale anglaise et galloise dans les catégories de jeunes,.
En septembre 2021, elle décide de jouer pour la sélection du pays de Galles, et est sélectionnée pour la première fois en équipe du pays de Galles le 9 septembre 2021.
Cain obtient sa première cape en équipe du pays de Galles le 26 octobre 2021 contre l'Estonie en qualifications à la Coupe du monde 2023. 
Le 3 décembre 2024, elle ouvre le score sur penalty face à l'Irlande lors du match retour du barrage de qualification à l'Euro 2025, à l'issue duquel le pays de Galles se qualifie en phase finale d'un championnat d'Europe pour la première fois de son histoire.
Le 8 avril 2025, elle permet au pays de Galles d'égaliser et d'obtenir le point du match nul face à la Suède en Ligue des nations,.